# ابن يونس المنجم
أَبُو اَلْحَسَنْ عَلِي بْنْ أَبِي سَعِيدْ عَبْدِ اَلرَّحْمَنْ بْنْ أَحْمَدْ بْنْ يُونُسْ بْنْ عَبْدِ اَلْأَعْلَى اَلصَّدَفِيِّ اَلْمِصْرِيِّ المعروف بِابْنِ يُونُسْ، والصدفي نسبة إلى قبيلة الصدف اليمنية التي سكنت مصر، ولد في بمصر حوالي عام 342 هـ/ 950م وتوفي بها عام 1009م. وهو من مشاهير الفلكيين العرب الذين ظهروا بعد البتاني وأبو الوفا البوزجاني وربما كان أعظم فلكيي عصره. سبق جاليليو في اختراع بندول الساعة بعدة قرون. ولنبوغه أجزل له الفاطميون العطاء، وأسسوا له مرصدا على جبل المقطم قرب الفسطاط، وأمره العزيز بالله الفاطمي بعمل جداول فلكية، فأتمها في عهد الحاكم بأمر الله ولد العزيز، وسماها الزيج الحاكمي.
اشتمل هذا الزيج على 81 فصلا وكانت تعتمد عليه مصر في تقويم الكواكب. وقد ترجمت بعض فصول هذا الزيج إلى اللغات الأجنبية. رصد ابن يونس كسوف الشمس وخسوف القمر عام 978م في القاهرة، وأثبت فيها تزايد حركة القمر، وحسب ميل دائرة البروج فجاءت أدق ما عرف قبل إدخال الآلات الفلكية الحديثة. وتقديرا لجهوده الفلكية، تم إطلاق اسمه على إحدى مناطق السطح غير المرئي من القمر.

## حياته
ينتمي «ابن يونس» إلى أسرة اشتهرت بالعلم، فقد كان أبوه محدثاً ومؤرخاً كبيراً حيث وضع لأهل مصر كتابا تاريخيا يرجع العلماء إليه، كما كان جده من العلماء المتخصصين في علم النجوم، وحظي ابن يونس بمكانة كبيرة لدى الخلفاء الفاطميين الذين شجعوه على متابعة بحوثه الفلكية والرياضية، وبنوا له مرصداً قرب الفسطاط (القاهرة)، وجهزوه بكل ما يلزم من الآلات والأدوات، يقول عنه سارطون ربما كان أعظم فلكي مسلم.
عمل أبوه مؤرخًا وكاتبًا للسيرة الذاتية ودارسًا للحديث النبوي، حيث كتب مجلدين عن تاريخ مصر، أحدهما عن المصريين والآخر مبني على تعليقات المسافرين لمصر. وصف والد ابن يونس، بصفته كاتب غزير الإنتاج، بأنه «مؤرخ مصر المبكر الأشهر، والكاتب الأول لدليل السير الذاتية المكرس للمصريين». كان جده الكبير مريدًا للإمام الشافعي.
في بداية حياة ابن يونس، جاءت الخلافة الفاطمية للسلطة وأسست المدينة الجديدة القاهرة. في القاهرة، عمل ابن يونس كعالم فلك للخلافة الفاطمية لمدة 26 عامًا، في البداية كان عمله مع الخليفة العزيز بالله ثم مع الخليفة الحاكم بأمر الله. كرس ابن يونس أشهر أعماله في علم الفلك «الزيج الكبير الحاكمي» للخليفة الحاكم بأمر الله.
علاوة على أعماله الفلكية، كان ابن يونس معروفًا بكونه شاعر غريب الأطوار.

## إسهاماته

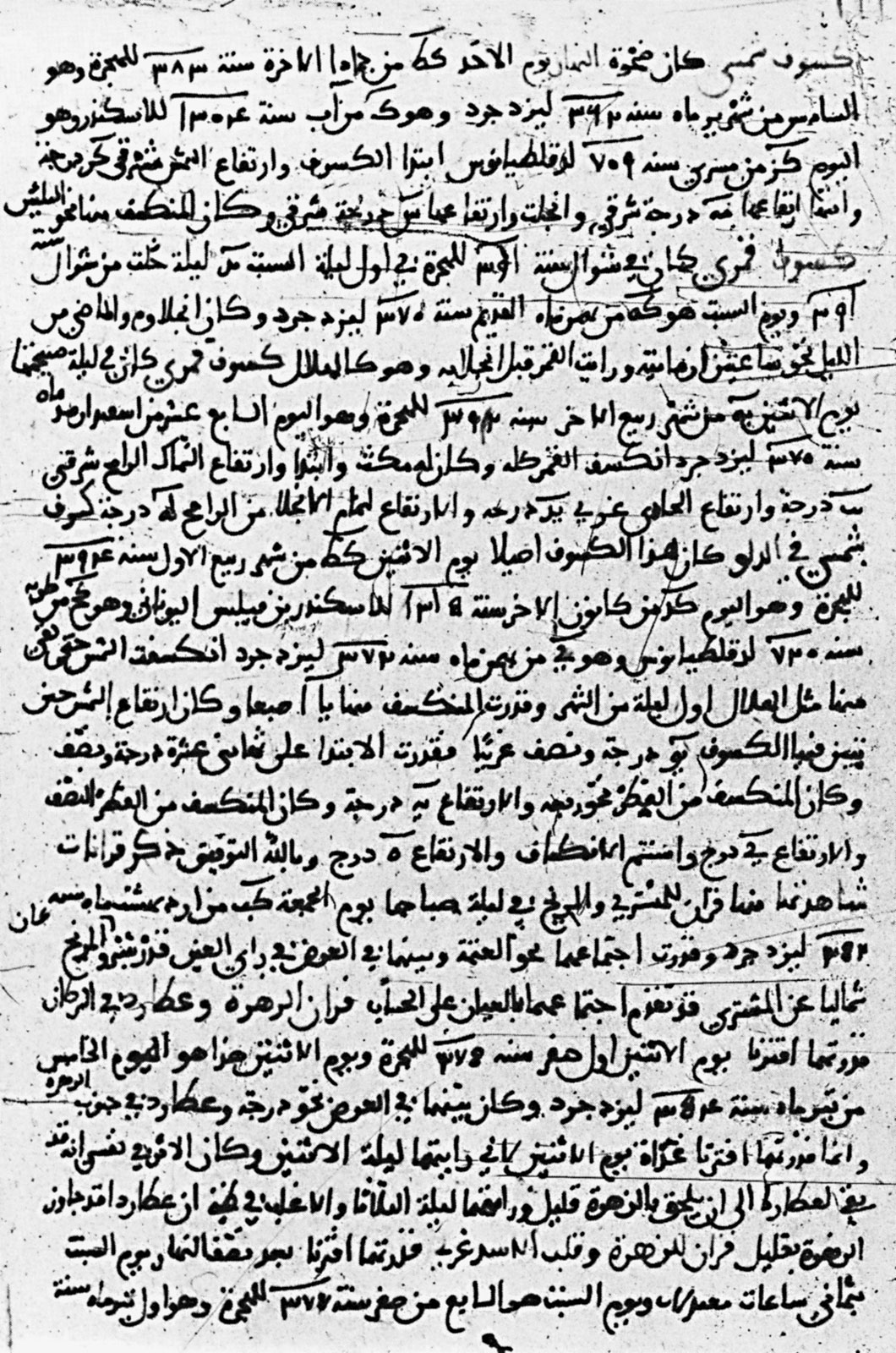
تسجيل ابن يونس لكسوف الشمس عامي 993 و 1004م وخسوف القمر عامي 1001 و 1002م.

ومن أعظم أعماله الفلكية أنه حسب بدقة عظيمة ميل دائرة البروج، وذلك بعد أن رصد كسوف الشمس وخسوف القمر.
ولقد برع ابن يونس في حساب المثلثات، وهو أول من توصل إلى حل بعض معادلات حساب المثلثات التي تستخدم في علم الفلك، وله فيها بحوث قيمة ساعدت في تقدم علم المثلثات، فهو أول من وضع قانوناً في حساب المثلثات الكروية، وكانت له أهمية كبرى عند علماء الفلك، قبل اكتشاف اللوغاريتمات، إذ يمكن بواسطة ذلك القانون تحويل عمليات الضرب في حساب المثلثات إلى عمليات جمع، فسهل حل كثير من المسائل الطويلة المعقدة.
أظهر ابن يونس براعة كبرى في حل كثير من المسائل العويصة في علم الفلك.
ورصد ابن يونس كسوف الشمس والقمر في القاهرة في 978م، فجاء حسابه أقرب ما عرف، إلى أن ظهرت آلات الرصد الحديثة.

### التنجيم
في التنجيم، المعروف بوضع التنبؤات، كتب ابن يونس كتاب بلوغ الأمنية، وهو عمل مهتم بالشروق النجمي للشعرى اليمانية، ووضع تنبؤات بشأن اليوم المحدد من الأسبوع الذي ستبدأ فيه السنة القطبية.

### علم الفلك

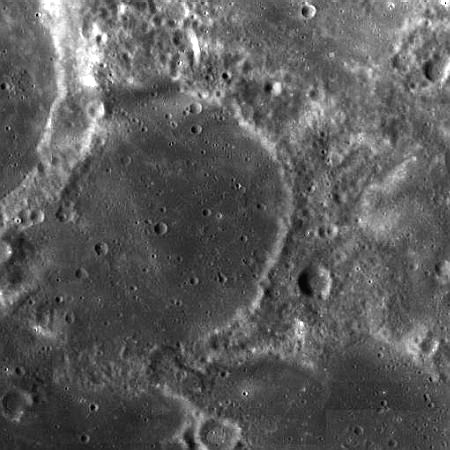
فوهة أبن يونس القمرية، سُميت تيمُنًا به.

العمل الأشهر لابن يونس المصري في مجال علم الفلك الإسلامي، هو كتاب الزيج الكبير الحاكمي، الذي كان دليلًا للأعمال الفلكية وكان يحتوي على ملاحظات دقيقة للغاية، حصلنا على معظمها بأدوات فلكية ضخمة للغاية. طبقًا لنويل مارك سويردلوي، يُعتبر كتاب الزيج الكبير الحاكمي «عملًا فائق الأصالة، لم ينج منه إلا النصف فقط».
عبر ابن يونس عن الحلول في كتابه الزيج الحاكمي دون استخدام رموز رياضية، لكن جان باتيست جوزيف ديلامبر لاحظ في ترجمته للجداول الحاكمية في عام 1819 أن اثنين من وسائل ابن يونس المستخدمة لتحديد الزمن من ارتفاع الشمس أو النجوم كانت معادلة للمطابقات المثلثية {\displaystyle 2\cos(a)\cos(b)=\cos(a+b)+\cos(a-b)} التي عرَّفها يوهانس فيرنر في القرن السادس عشر في أطروحته عن المقاطع المخروطية. تُعرف تلك المعادلات الآن بمعادلات فيرنر، وكانت ضرورية لتطور اللوغاريتمات في عقود لاحقة.
وصف ابن يونس 40 اقتران كوكبي و30 خسوف قمري. على سبيل المثال، فقد وصف بدقة الاقتران الكوكبي الذي حدث في سنة 1000 كما يلي:
اقتران بين الزهرة والمريخ في الجوزاء، مرصود في السماء الغربية: كان الكوكبان في اقتران بعد الغروب في الليل [الأحد 19 مايو من العام 1000]. كان هذا الوقت تقريبًا 8 ساعات اعتدالية بعد منتصف يوم الأحد... كان المريخ في شمال الزهرة واختلاف خط العرض كان ثلث درجة.
تؤكد المعرفة الحديثة حول مواقع الكواكب أن هذا الوصف وهذا الحساب للمسافة بأنها ثلث درجة صائب تمامًا. استخدمت ملاحظات ابن يونس حول الاقتران والخسوف في حسابات ريتشارد دونثورن وسيمون نيوكومب حول التسارع بعيد المدى الزمني للقمر.

### البندول
تدعي الموسوعات الحديثة والسرديات الشائعة أن عالم فلك القرن العاشر ابن يونس استخدم البندول من أجل حساب الوقت، بالرغم من أن البعض يدعي أنه كان من المعروف أن ذلك لم يكن مبنيًا على شيء أكثر من خطأ ارتكبه إدوارد بيرنارد أستاذ الفلك السافيلي في أكسفورد في عام 1684.

## فلسفة ابن يونس

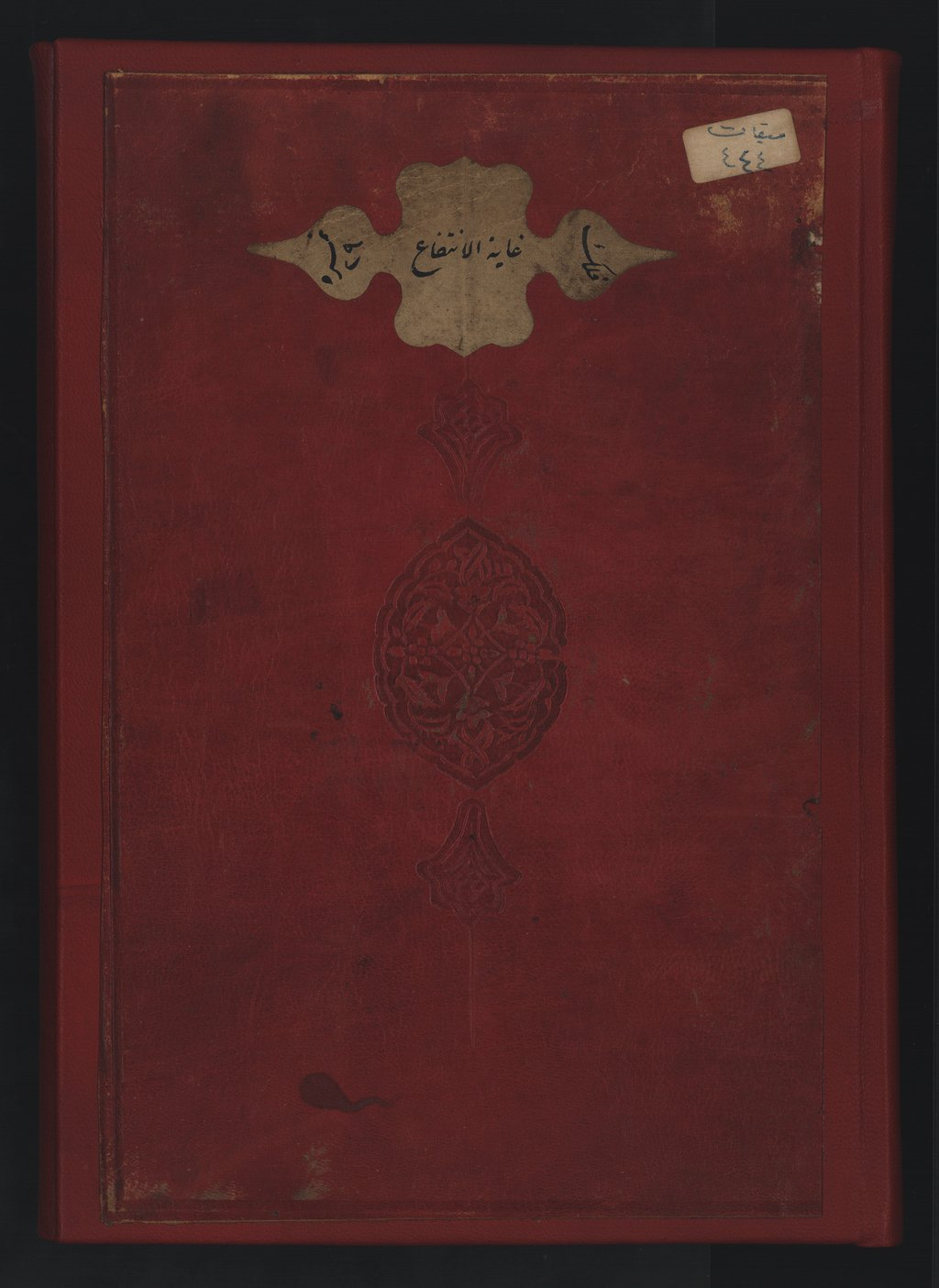
كتاب «غَايَة اَلِانْتِفَاعِ فِي مَعْرِفَةِ اَلدَّائِرِ مِنْ اَلْفَلَكِ مِنْ قَبْلُ اَلِارْتِفَاعِ» للعلامة ابو الحسن علي ابن يونس.

لم يكن يؤمن في دراساته العلمية إلا بما أقتنع به عقله، كما لم يأبه بما كان الناس يقولون عنه، وتتلخص فلسفته في ثلاث نقاط هي:
- الأخذ بالمبدأ العلمي القائم على الرصد والقياس، واتحاذ الكون وما فيه معلما، منه يستنبط الحقائق، وإليه ترد.
- تدعيم الإيمان عن طريق تلمس آيات الخالق المنبثة في الكون.
- ممارسة المتع المشروعة. (فيذكر ابن خلكان عن أحد المنجمين أنه طلع معه مرة إلى جبل المقطم، وقد وقف لرصد كوكب الزهرة، فنزع عمامته وثوبه ولبس قميصا أحمرا ومقنعة حمراء تقنع بها، أخرج عودا فضرب به والبخور بين يديه، فكان أمره عجبا من العجاب).

المصدر/ مجلة المعرفة - صفحة 320.

## روايته للحديث
روى أبو الحسن عن أبيه الحافظ أبي سعيد بن يونس أحاديث وأخبارًا، ولكن علماء الجرح والتعديل ردوا روايته لاشتغاله بالتنجيم والسحر.

## مؤلفاته
كان لابن يونس العديد من المؤلفات، وأهم كتاب له هو «الزيج الكبير الحاكمي» وهو الكتاب الذي بدأ تأليفه، بأمر من الخليفة العزيز الفاطمي سنة 380هـ/990م، وأتمه سنة 1007م في عهد الخليفة الحاكم ولد العزيز، وسماه الزيج الحاكمي، نسبة إلى الخليفة.
وكلمة زيج كلمة فارسية (زيك)، ومعناها بمفهومنا الحديث الجداول الفلكية الرياضية، وكان له كتاب آخر أسمه زيج ابن يونس، والأرقام التي أوردها في كتابيه الزيجين صحيحة حتى الرقم السابع العشري، مما يدل على دقة حسابية لا مثيل لها في الحساب، وعنه نقل الكثير من العلماء الفلكيون، خصوصا بعد ان انتقل زيجه إلى الشرق، وكان المصريون يعولون على تقاويمهم على زيج ابن يونس لفترة طويلة من الزمن.